# NIC-36
La NIC-36  es una importante carretera nacional clasificada como troncal principal en Nicaragua. Esta vía comienza en el Sur, conectándose con la Calle Central a la altura de Posoltega, Departamento de Chinandega y culmina en la Carretera León - Chinandega (NIC-3) en el departamento de Chinandega. 

## Extensión
Con una extensión de 1,81 millas (2,9 km), la NIC-36 juega un rol clave en la conectividad y transporte de la región.